# Landtag Reuß jüngerer Linie (1874–1877)
Dieser Artikel behandelt den  Landtag Reuß jüngerer Linie 1874–1877.

## Landtag
Der Landtag Reuß jüngerer Linie wurde in zwei Kurien gewählt. Drei Mandate wurden durch die Höchstbesteuerten (HB) gewählt, die anderen in allgemeinen Wahlen (AW) in Ein-Personen-Wahlkreisen bestimmt. Daneben bestand eine Virilstimme für den Inhaber des Reuß-Köstritzer Paragiums (RKP). Die Wahlen fanden am 29. September 1874 statt.
Als Abgeordnete wurden gewählt:
| Name                                  | Partei       | Wohnort                   | Kurie | Wahlkreis | Anmerkung                                                |
| ------------------------------------- | ------------ | ------------------------- | ----- | --------- | -------------------------------------------------------- |
| Heinrich Julius Alberti               | NLP          | Schleiz                   | AW    | 7         |                                                          |
| Heinrich Ernst Albrecht               |              | Ebersdorf                 | AW    | 10        | Ab 12. Juni 1877 für den verstorbenen Sorger             |
| Heinrich Gustav Behr                  | DFP          | Gera                      | AW    | 1         |                                                          |
| Ludwig Walther Fürbringer             | NLP          | Gera                      | HB    |           |                                                          |
| Julius Robert Funger                  |              | Rusitz                    | AW    | 5         |                                                          |
| Gustav Groß                           |              | Hohenleuben               | AW    | 6         |                                                          |
| Heinrich LXIX. von Reuß-Köstritz      |              | Köstritz                  | RKP   |           |                                                          |
| Ferdinand Horn                        |              | Lemnitzhammer             | AW    | 11        | Mandat 17. Februar 1875 niedergelegt. Nachfolger: Ritter |
| Karl Bernhard Jäger                   | NLP          | Hirschberg/Saale          | AW    | 12        |                                                          |
| Johann Gottlieb Heinrich Knoch        |              | auf Zollgrün, Frankendorf | AW    | 8         |                                                          |
| Ludwig August Theodor Landgrebe       | NLP          | Gera                      | AW    | 2         |                                                          |
| Heinrich Eduard Mehlhorn              | NLP          | Gera                      | HB    |           |                                                          |
| Karl Berthold Reinhold Reuschel       |              | Ebersdorf                 | AW    | 9         |                                                          |
| Friedrich Hermann Adolf Ritter        |              | Lobenstein                | AW    | 11        | Ab 25. November 1875 für Horn                            |
| Franz Hermann Schlutter               |              | Zwötzen                   | AW    | 4         |                                                          |
| Christian Friedrich Constantin Sorger | linksliberal | Gera                      | AW    | 10        | Am 22. Februar 1877 verstorben. Nachfolger: Albrecht     |
| Karl Friedrich Anton Wartenburg       | DFP          | Gera                      | AW    | 3         |                                                          |
| Karl Gotthelf Zetsche                 |              | Gera                      | HB    |           |                                                          |

Landtagskommissar war Staatsrat Emil von Beulwitz. Unter dem Alterspräsidenten Gustav Behr wählte der Landtag Eduard Mehlhorn als Landtagspräsidenten. Als Vizepräsident wurde Julius Alberti gewählt. Schriftführer war zunächst Ferdinand Horn und ab dem 25. November 1875 Theodor Landgrebe. Stellvertretender Schriftführer war Karl Wartenburg.
Der Landtag trat vom 29. Oktober 1874 bis zum 15. Juni 1877 in 31 öffentlichen Plenarsitzungen in zwei Sitzungsperioden zusammen. Der Landtagsabschied datiert vom 15. Juni 1877.
Für die Zeit zwischen den Sitzungsperioden wurde ein Landtagsausschuss gewählt. Dieser bestand aus:
| Landesteil                      | Mitglied        | Stellvertreter    | Von-Bis |
| ------------------------------- | --------------- | ----------------- | ------- |
| Landesteil Gera                 | Eduard Mehlhorn | Theodor Landgrebe |         |
| Landesteil Schleiz              | Julius Alberti  | Gottlieb Knoch    |         |
| Landesteil Lobenstein-Ebersdorf | Bernhard Jäger  | Ferdinand Horn    |         |